# Théorème de la norme de Hasse
Pour les articles homonymes, voir Théorème de Hasse.
En mathématiques et en théorie des nombres, le théorème de la norme de Hasse nous dit que si L/K est une extension cyclique de corps de nombres alors, tout élément non nul de K qui est une norme locale partout est une norme globale.
Ici, une norme globale signifie être un élément k de K tel qu'il existe un élément l de L pour lequel NL/K(l)=k ; en d'autres termes k est une norme relative d'un certain élément de l'extension de corps L. Être une norme locale signifie que pour un certain p premier de K et un certain P premier de L au-dessus de p, alors k est une norme venant de LP ; ici, le p « premier » peut être une valuation archimédienne, et le théorème est un énoncé sur les complétés par rapport à toutes les valuations, archimédiennes et non archimédiennes.
Le théorème n'est plus vrai si l'extension est abélienne mais non cyclique.
Ceci est un exemple d'un théorème établissant un principe local-global et est dû à Helmut Hasse.